# 봄날 (방탄소년단의 노래)
〈봄날〉은 방탄소년단의 세 번째 리패키지 음반인 《YOU NEVER WALK ALONE》 타이틀 곡이다. 2017년 2월 13일에 발표하였다.

## 뮤직비디오
이 곡의 뮤직비디오는 경기도 양주시 장흥면 일영역, 화성시 송산면 수섬, 강원도 강릉시 주문진읍 등에서 촬영하였다. 공개 후 1일 2시간 38분 만에 1천만 뷰를 돌파하며, K-pop 그룹 사상 최단 기록을 세웠으며, 2017년 7월 19일에는 1억 뷰를 돌파하였다.

## 차트
| 차트                               | 최고순위 |
| ---------------------------------- | -------- |
| 가온 주간 디지털 차트              | 1        |
| 가온 주간 다운로드 차트            | 1        |
| 가온 주간 스트리밍 차트            | 7        |
| 가온 주간 BGM 차트                 | 3        |
| 가온 주간 모바일 차트 (벨소리)     | 4        |
| 가온 주간 모바일 차트 (통화연결음) | 4        |
| 음악 프로그램                      | 순위     |
| 쇼 챔피언                          | 1        |
| 엠카운트다운                       | 1        |
| 뮤직뱅크 K-Chart                   | 1        |

## 같이 보기
- 2017년 가온 디지털 차트 1위 목록